# 科比列齊
48°32′11″N 25°14′19″E / 48.53639°N 25.23861°E
科比列齊（烏克蘭語：Кобилець），是烏克蘭的村落，位於該國西部伊萬諾-弗蘭科夫斯克州，由科洛梅亞區負責管轄，面積3.03平方公里，2001年人口118，人口密度每平方公里38.9人。